# Roy Chapman Andrews
Roy Chapman Andrews (Beloit, Wisconsin, 26 de gener de 1884 – Carmel-by-the-Sea, Califòrnia, 11 de març  de 1960) fou un explorador, aventurer i naturalista estatunidenc, qui es convertí en director del Museu Americà d’Història Natural. És conegut principalment per liderar un seguit d’expedicions per la fragmentada Xina de principis del segle xx, el Desert del Gobi i Mongòlia. Les expedicions van aportar importants descobriments, portant el primer ou de dinosaure fossilitzat al museu. Els seus escrits sobre les aventures que va experimentar el van fer famós.

## Biografia

### Primers anys i educació
Andrews va néixer el 26 de gener de 1884 a Beloit, Wisconsin. Quan era petit va explorar boscos, turons i cursos d’aigua veïns, desenvolupant habilitats cartogràfiques. Va aprendre per ell mateix la taxidèrmia, i els ingressos que va guanyar amb aquest hobby els utilitzà per pagar-se la matrícula al Beloit College. Després de graduar-se, Andrews va intentar treballar al Museu Americà d’Història Natural a Nova York. Tenia tant interès a treballar-hi que, quan van dir-li que no hi havia vacants per al seu nivell, va acceptar un treball de conserge al departament de taxidermologia, començant a recollir espècimens per al museu. En el transcurs dels següents anys, va treballar i estudiar simultàniament, aconseguint un Màster en Mastologia per la Universitat de Colúmbia.

### Carrera

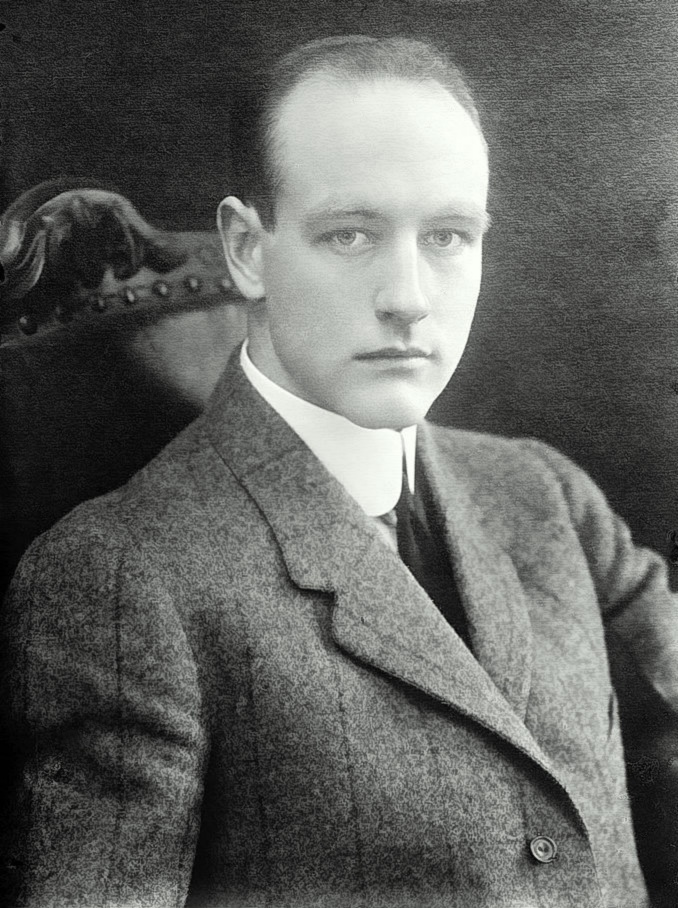
Roy Chapman Andrews, 1913.

Entre 1909 i 1910, Andrews va servir a bord de l’USS Albatros a les Índies, recollint exemplars de serps i llangardaixos, a més d’observar mamífers marins.
El 1913, passà a servir en la goleta Adventuress juntament amb John Borden, a l'Àrtida. L’objectiu era aconseguir una balena de Groenlàndia per al Museu Americà d’Història Natural. En el transcurs de l'expedició, Andrews va aconseguir algunes de les millors fotografies sobre foques mai vistes, tot i que no van aconseguir cap espècimen de balena.
El 1914 es casà amb Yvette Borup. Entre 1916 i 1917, Andrews i la seva esposa van liderar la Asiatic Zoological Expedition del museu a través de l’oest i el sud de Yunnan, així com d'altres províncies xineses. El llibre Camps and Trails in China és un record d’aquestes experiències.
El 1920, Andrews va començar a planificar expedicions a Mongòlia, conduint una flota de cotxes Dodge cap a l’oest des de Pequín. El 1922, l'equip va descobrir un fòssil de Paracerateri (llavors anomenat "Baluchitherium"), un rinoceront gegant sense banya, que va ser enviat al museu, on arribà el 19 de desembre. Durant la dècada de 1920 Andrews es trobava a Mongòlia cercant els orígens de la raça humana. No hi trobà res al respecte, però va descobrir un tresor en ossos de dinosaure. Durant quatre expedicions pel Desert del Gobi entre 1922 i 1925, va descobrir el Protoceratop (l'espècie P. andrewsi va ser anomenada en honor seu), un niu d’ous de Protoceratop (estudis posteriors revelarien que es tractaria d’ous d’Oviraptor), el Pinacosaure, el Saurornithoides mongoliensis, l’Oviraptor i el Velociraptor, cap dels quals es coneixia anteriorment. L’Andrewsarchus també va rebre el seu nom en honor.
Andrews, juntament amb Henry Fairfield Osborn, va ser un dels proponents de la Teoria Fora des d’Àsia dels orígens de la humanitat, liderant moltes expedicions a l’Àsia entre 1922 i 1928 conegudes com a “Central Asiatic Expeditions”, cercant restes humanes antigues pel continent. Aquestes expedicions no van trobar restes humanes. Tot i així, Andrews i el seu equip van trobar moltes altres coses, com ara ossos de dinosaure i fòssils de mamífers, així com nius plens d’ous de dinosaures, els primers trobats fins al moment. El relat personal d’aquestes expedicions es pot trobar al llibre The New Conquest of Central Asia.
En el prefaci del llibre d’Andrews de 1926, On the Trail of the Ancient Man, Henry Fairfield Osborn va predir que l’any de naixement dels humans moderns seria descobert a l’Àsia, com ell havia predit anys exposat anys abans, fins i tot quan les expedicions allí encara no havien començat.
El 1930 Andrews feu un últim viatge, descobrint fòssils de mastodont. Un cinematògraf, James Blaine Shackelford, va gravar moltes de les expedicions d’Andrews. A finals d’aquell any, Andrews va tornar als Estats Units, divorciant-se de la seva muller, amb qui havia tingut dos fills. El 1935 es va tornar a casar, aquest cop amb Wilhelmina Christmas.
El 1927, els Boy Scouts of America van nomenar a Andrews Scout Honorari, una nova categoria de Scout creada aquell mateix any. Aquesta distinció es donava a tots aquells "ciutadans americans els quals les seves fites a l’aire lliure, l'exploració i les aventures o similars d’excepcional caràcter que ajudin a captivar la imaginació dels nens...".
Andrews es va unir al The Explorers Club de Nova York el 1908, quatre anys després de la seva fundació. Posteriorment en seria president, entre 1931 i 1934. Aquell any 1934 es convertiria en el director del Museu Americà d’Història Natural. En el llibre de 1935 The Business of Exploring, va escriure: "Jo vaig néixer per ser un explorador... No hi va haver mai cap decisió per prendre. No hauria pogut fer res més i ser feliç." El 1942, Andrews es va jubilar a Carmel-by-the-Sea, Califòrnia, on va escriure sobre la seva vida.
Va morir l'11 de març de 1960 a causa d’un atac de cor al Peninsula Community Hospital de Carmel-by-the-Sea. Està enterrat al cementiri d'Oakwood, a la seva ciutat natal de Beloit.